# Znak Hongkongu
Znak Hongkongu, zvláštní administrativní oblasti ČLR, je emblém, tvořený červeným kruhovým polem, uprostřed kterého je bílý květ Bauhínie, který má na každém z pěti listů pěticípou hvězdu, umístěnou na konci řapíku. Vnější mezikruží je bílé s červenými opisy, oddělenými dvěma pěticípými hvězdičkami. Nahoře čínsky 中華人民共和國香港特別行政區 (česky Zvláštní administrativní oblast Siang-kang Čínské lidové republiky), dole  anglický opis HONG KONG.
Červená a bílá barva symbolizuje princip: „Jeden stát, dva systémy".

## Historie
V lednu 1841 bylo území Hongkongu odtrženo od Číny a 5. dubna 1843 byl vyhlášen britskou kolonií. V roce 1869 byla přijata první oficiální hongkongská vlajka. Měla podobu britská státní námořní vlajky (blue ensign) s hongkongským vlajkovým emblémem (anglicky badge) ve vlající části. Emblém (nejde o znak) byl tvořen kruhovým polem s přístavním výjevem a byl vytvořen podle výjevu na pečeti britské královny Viktorie z roku 1842, ovšem s jinou výtvarnou podobou. (není obrázek)
První emblém byl užíván pouze krátce, v roce 1871 byl nahrazen kruhovým emblémem s písmeny H a K pod korunou sv. Eduarda.
V roce 1876 byl vrácen původní emblém s drobnými změnami (signální stanice na vrcholu se změnila na stožár, postavy měly jiný postoj.
V prosinci 1955 se změnilo výtvarné pojetí emblému, které bylo nově realističtější a více se podobalo pojetí viktoriánské pečeti.

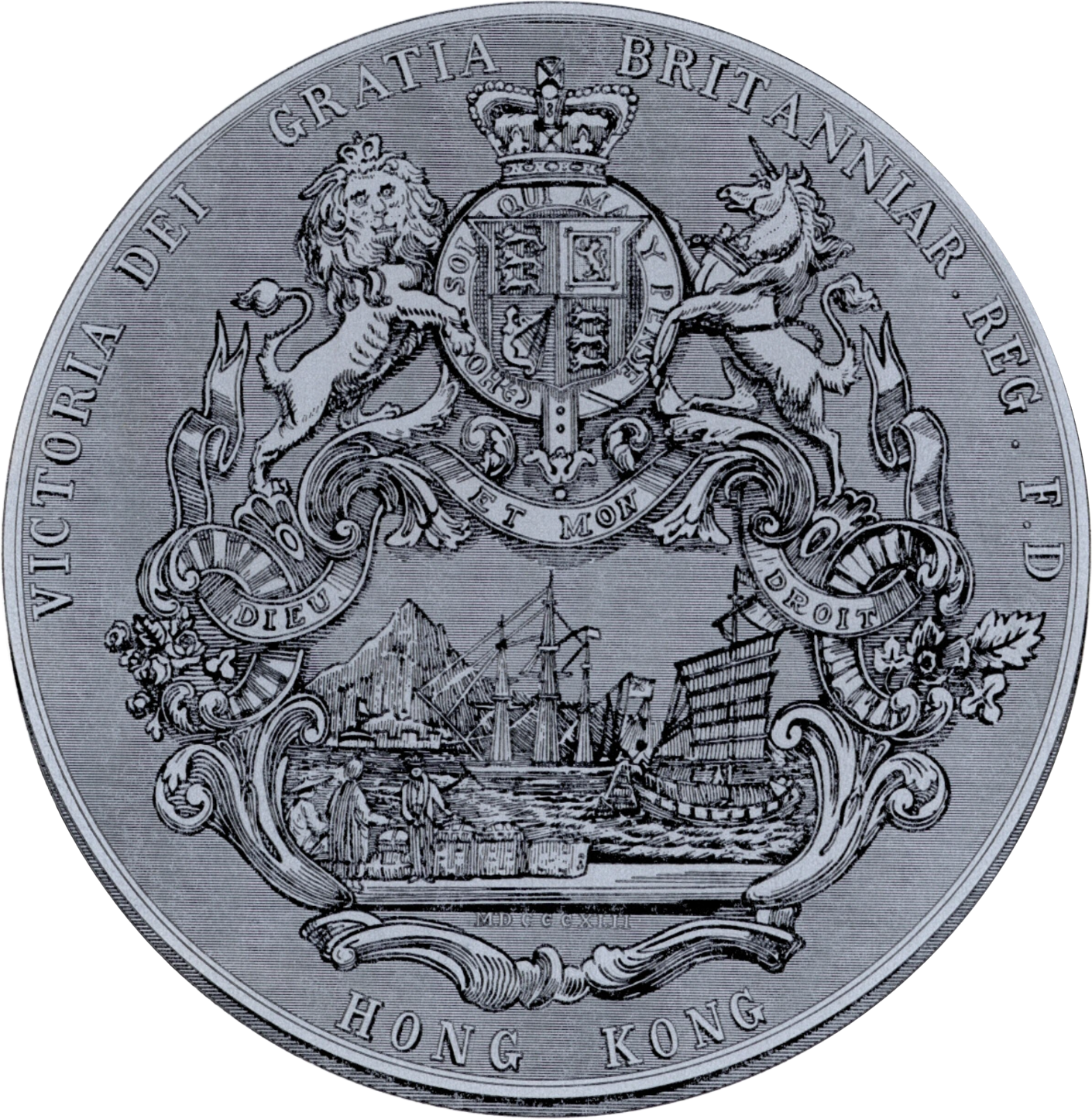
Viktoriánská pečeť Hongkongu (1842)
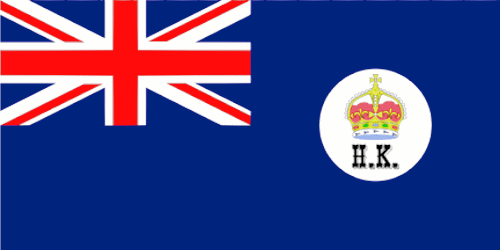
Hongkongská vlajka s emblémem (1871–1876)
Hongkongský emblém (1876–1955)
Hongkongský emblém (1955–1959)

21. ledna 1959 obdržel Hongkong vlastní znak. Autorem znaku byl Geoffrey Cadzow Hamilton. Oficiální popis: „Stříbrný štít s vlnitou, modro-stříbrně pruhovanou patou představující vodu, se dvěma zlatými trojstěžňovými čínskými džunkami s rozvinutými zlatými plachtami a plujícími příděmi k sobě; v červeně cimbuřové hlavě štítu zlatá námořní korunka. Klenot: Na stříbrno-modré točenici rostoucí zlatý lev s královskou korunou přirozené barvy, držící v tlapách perlu rovněž přirozené barvy. Štítonoši: Vpravo zlatý lev s královskou korunou přirozené barvy, vlevo zlatý čínský drak. Na stuze pod štítem nápis HONG KONG.”

Hongkongský znak (1959–1997)
Malý hongkongský znak (1959–1997)

Současné hongkongské symboly (vlajka a znak) byly schváleny již v roce 1990 při tvorbě nového základního zákona území, před předáním Číně. Platnost nabyly 1. července 1997.